# 马鸿斌
马鸿斌，大连海事大学教授，主要从事纳米流体脉动热管、等离子纳米涂层技术等方面的研究工作。担任美国机械工程师学会院士，入选中华人民共和国教育部2007年度"长江学者"特聘教授。